# 本康宗円
本康 宗円（もとやす そうえん、生年未詳 - 嘉永5年5月24日（1852年7月11日））は、江戸時代末期の幕府医官。通称は宗円（正しくは「宗圓」と書く）。浅田宗伯の才を見抜き、多紀元堅、小島尚質、喜多村直寛らに紹介した。

## 略歴
幕府に仕えた口科（歯科）の医家の生まれで、宗円は第6代にあたる。父の本康碩寿は寛政6年（1794年）に幕府直轄の医学校「医学館」の口科試験を本康寿仙と共に受けた。
文化7年（1810年）に医家を継ぐと、文政6年（1823年）に奥医師の見習いに取り立てられ、文政10年（1827年）には奥医師に昇進し、天保2年（1831年）には法眼に叙せられる。嘉永5年（1852年）に没すと府内の高徳寺（青山）に葬られた。
子は家を継いだ宗達と、同僚の幕府医官に養子に出した藤本立運、吉田秀貞がある。